# Стенберг, Даниэль
Даниэль Стенберг (род. 23 ноября 1970, Худдинге, Стокгольм) — шведский разработчик программного обеспечения, лауреат премии Polhem 2017 за его работу над cURL.
Он создал утилиту, которая после нескольких изменений названия и лицензии стала называться curl, и в настоящее время доступна под лицензией MIT.
В феврале 2019 года Даниэль присоединился к wolfSSL, чтобы оказывать коммерческую поддержку curl и работать над curl по возможности постоянно.